# Nu-disco
Il Nu-disco è un genere di musica dance del XXI secolo associato a un rinnovato interesse per la disco degli anni '70, gli stili di musica dance europea degli anni '80 ricchi di sintetizzatori e la musica dance elettronica dei primi anni '90. Il genere era popolare all'inizio degli anni 2000 e ha vissuto una leggera ripresa negli anni 2010.
Ci sono diverse scene associate al termine nu-disco. La scena originale è caratterizzata come musica house fusa con elementi disco (a volte erroneamente chiamata disco house) e musica balearica influenzata dalla disco, nota anche come revival del balearic beat o balearica.
Il nu-disco viene spesso confuso con altri generi di musica house influenzati dalla disco, come la French house o la disco house. La French house di solito presenta vari effetti speciali, come i phaser, e ha una produzione basata su campionamenti, rispetto alla nu-disco che si basa sulla produzione programmata o dal vivo. L'altra differenza chiave è nella struttura della canzone: il nu-disco di solito ha una struttura tipica di una canzone pop o disco classica, con molteplici breakdown e spesso presenta strofe e ritornelli, mentre la disco house ha generalmente un carattere più costante e invariato durante tutta la composizione, così come la maggior parte della musica house.

## Storia

### Disco edits: anni '70 - primi anni '90
I disco edits o re-edits sono emersi contemporaneamente all'apparizione della disco nei primi anni '70, quando i DJ cercavano modi per rendere la musica più facile da mixare. Un disco edit è una versione modificata del master originale, editata dai DJ di musica disco e house per estendere e enfatizzare gli elementi migliori e più adatti al ballo. Ad esempio, l'edit di Todd Terje del successo dei Bee Gees "You Should Be Dancing" riduce i riff vocali old-school a favore di un basso potente, una percussione vivace e un senso complessivo di spazio.
Nei primi giorni, gli edit venivano fatti con forbici e nastro. Alcuni edit divennero persino più popolari dei dischi originali da cui erano derivati. I primi editor (come Walter Gibbons) guadagnarono una reputazione e svilupparono una carriera in studio grazie al loro lavoro di editing. Data la popolarità degli edit, iniziarono a comparire etichette che rilasciavano principalmente edit e remix. La prima a comparire fu Disconet nel 1977, seguita da note etichette di servizi di DJ edit come Hot Tracks, Rhythm Stick e Razormaid. Queste etichette rimasero attive fino alla prima metà degli anni '90, quando un aumento dell'applicazione dei diritti d'autore le mise gradualmente fuori mercato. Tuttavia, l'attività della scena non svanì, ma si spostò nell'underground, dove molte etichette di disco edit continuano ad esistere oggi, come la influente Razor-N-Tape di Brooklyn.

### Emergenza del nu-disco: metà anni '90 - fine anni '90
I primi sviluppi del genere sono legati alla Black Cock Records, un'etichetta di disco edits, attiva principalmente tra il 1993 e il 1998, fondata da DJ Harvey e Gerry Rooney. L'etichetta si concentrava sul rilascio di re-edit non ufficiali di brani disco e di alcuni rock influenzati dal funk. Non era l'unica etichetta di disco edits bootleg negli anni '90, ma ebbe un grande impatto su una generazione di produttori di musica house, ispirando molti a esplorare il genere decadente e ad adattare le loro produzioni house con elementi e suoni dalla musica disco.
A metà degli anni '90, la Nuphonic Records era l'etichetta house per artisti britannici come Idjut Boys, Faze Action, Raj Gupta e Crispin J Glover, considerati i pionieri del nu-disco. Gli Idjut Boys, noti per aver introdotto uno stile di musica house chiamato "disco-dub", erano fortemente ispirati dai suoni dance freestyle e dub e post-disco dei primi anni '80. I Faze Action furono uno dei primi gruppi di produzione house a realizzare produzioni "tutte dal vivo" insistendo sull'uso di metodi impiegati nella disco. Anche DJ Dave Lee aka Joey Negro e Crazy P sono considerati pionieri del genere.
Nel 1997, DJ I-F pubblicò il brano "Space Invaders Are Smoking Grass", un brano basato su pattern di batteria electro-funk, stab di sintetizzatori FM degli anni '80 e voci vocoder, che da solo diede inizio al movimento electroclash e riportò nei club e nei DJ set il suono electro-disco melodico e europeo. Nel 1999, I-F pubblicò il primo dei suoi mix "Mixed Up In The Hague", composto quasi interamente da un mix di Italo-disco ed Euro-disco, che divennero estremamente influenti.

### Successo mainstream, French house e disco house sinonimo: fine anni '90 - metà anni 2000
Tra la fine degli anni '90 e i primi anni 2000, i generi dance ispirati alla disco divennero popolari; molte canzoni di French house, funky house e disco house entrarono nelle classifiche. Brani popolari come "Love at First Sight" di Kylie Minogue, "Take Me Home" e "Murder on the Dancefloor" di Sophie Ellis-Bextor, "Little L" dei Jamiroquai e "Love on My Mind" dei Freemasons entrarono nella top ten della UK Singles Chart. In quel periodo, la scena nu-disco era fortemente associata alla disco house e alla French house.
Il termine "nu-disco" apparve per la prima volta in stampa nel 2002. In quell'anno, The Independent descrisse il nu-disco come il risultato dell'applicazione di "tecnologia moderna e produzione precisa" alla disco e al funk degli anni '70. L'album omonimo dei Metro Area, pubblicato nel 2002, è spesso considerato uno degli album più influenti del genere. L'album fu nominato il secondo miglior album del decennio da Resident Advisor e il diciannovesimo miglior album del decennio da Fact magazine. Nei primi anni 2000 il genere era un pilastro della musica dance, fino alla metà degli anni 2000, quando l'electro house ottenne successo commerciale, portando il nu-disco a un declino dal mainstream ma spingendolo a un ulteriore sviluppo.

### Declino della popolarità e sviluppo: metà anni 2000 - fine anni 2000
Negli anni 2000, il nu-disco ha acquisito un nuovo suono, sviluppato in varie scene locali:
- Disco Norvegese[13][14], una fusione di space disco con nu-disco, artisti notevoli sono Lindstrøm, Prins Thomas e Todd Terje[15].
- Balearica[16] o revival balearic beat[17] fortemente influenzata dalla Balearic house, rappresentata principalmente dal producer belga Aeroplane[18] e da altri produttori europei[19].
- Nu-disco europeo guidato dai sintetizzatori, influenzato dall'Italo disco, dal synth-pop e dalla new wave degli anni '80, guidato da Lifelike[20] e Kris Menace[21], successivamente la scena si è evoluta nel movimento synthwave[22].
- La scena australiana[9], che attraversa i confini con l'indietronica e l'indie dance. Gli artisti più importanti sono Miami Horror[23] e Bag Raiders[24].

Nel luglio 2008, Beatport ha aggiunto la categoria di genere "Nu Disco / Indie Dance", affermando che il nu-disco è "tutto ciò che deriva dalla disco elettronica, boogie, cosmic, Balearic e Italo disco degli anni '70 e primi anni '80". In origine, il servizio lo associava a re-edit di dischi disco classici e a un gruppo di produttori elettronici europei che facevano musica in quello stile. È stato utilizzato insieme alla dance alternativa fino a settembre 2019, quando Beatport ha separato le categorie in due, lasciando il nu-disco in "Nu Disco / Disco".
Nel 2008, la rivista Spin ha dichiarato che la disco sta vivendo una rinascita mondiale, con una fioritura di nuove etichette, compilation e serate in discoteca, definendo la disco del XXI secolo con un'attitudine underground e punk. La rivista ha sottolineato che il suono dell'Eurodisco, compresa la disco strumentale e l'Italo disco della fine degli anni '70 - primi anni '80, era la principale influenza sulla scena nu-disco di quel periodo.
Il singolo di Tensnake "Coma Cat" ha raggiunto le classifiche europee nel 2010 ed è stato uno dei brani nu-disco di maggior successo di quel periodo.

### Ritorno al mainstream: primi anni 2010 - presente
Nei primi anni 2010, band come Metronomy, Hercules & Love Affair e Friendly Fires iniziarono a utilizzare elementi nu-disco nelle loro canzoni, riportando il nu-disco alla popolarità mainstream e ottenendo consensi. Artisti nu-disco come Aeroplane e Soulwax divennero influenti e pubblicarono dischi con etichette di rilievo, mentre altri produttori venivano commissionati per lavorare con artisti pop. Steve Kotey, membro della band di culto Chicken Lips, disse nel 2012: "30 percent of music in the charts have the feeling of this left-field disco production style in it. The producers give it that kind of shine that makes it more for radio than your DJ box. You can hear the electronic Chicken Lips stuff that was prevalent in 2003 in some of Lady Gaga's music".
Nel 2013, diverse canzoni influenzate dalla disco e dal funk raggiunsero i primi posti delle classifiche, questa volta con uno stile anni '70. Una fonte affermava che le classifiche pop avevano più canzoni dance rispetto a qualsiasi altro momento dalla fine degli anni '70. Il più grande successo nu-disco dell'anno fu "Get Lucky" dei Daft Punk, con Nile Rodgers dei Chic alla chitarra. La canzone fu inizialmente considerata una delle candidate principali per diventare il maggior successo estivo di quell'anno; tuttavia, finì per raggiungere il numero 2 nella Billboard Hot 100 per cinque settimane, dietro un'altra grande canzone in stile disco, "Blurred Lines" di Robin Thicke, che rimase al primo posto per dodici settimane nella Hot 100, diventando di fatto la canzone dell'estate. Entrambe erano popolari tra un'ampia varietà di gruppi demografici.
Dalla metà degli anni 2010 in poi, la tendenza è continuata. Molti grandi artisti dance-pop hanno sperimentato lo stile. Taylor Swift e il produttore Ali Payami incorporarono influenze nu-disco nel singolo di Swift "Style" del 2015. Calvin Harris pubblicò l'album nu-disco e funk "Funk Wav Bounces Vol. 1" nel 2017, che raggiunse posizioni molto alte nelle classifiche britanniche e americane. Dua Lipa pubblicò l'album nu-disco "Future Nostalgia" nel 2020, che raggiunse la vetta delle classifiche. L'album generò il singolo nu-disco "Don't Start Now", che raggiunse il numero 2 nella Billboard Hot 100. Nel 2020, Róisín Murphy pubblicò un album nu-disco, "Róisín Machine", che ricevette ampi consensi dalla critica. Il primo singolo di "Róisín Machine", "Simulation", uscì nel 2012. Nel novembre 2020, la cantautrice australiana Kylie Minogue, una pioniera e sostenitrice del nu-disco, pubblicò il suo quindicesimo album in studio, "Disco", con Culture Fix che descrisse il singolo principale "Say Something" come un "elegante inno nu-disco".
Nel maggio 2020, Studio 54, l'ex discoteca e centro della cultura disco degli anni '70, lanciò un'etichetta discografica chiamata Studio 54 Music, con versioni ri-immaginate di classici brani disco da club di Don Ray e T-Connection.